# Diocese de Kurnool
A Diocese de Kurnool (Latim:Dioecesis Kurnoolensis) é uma diocese localizada no município de Kurnool, no estado de Andra Pradexe, pertencente a Arquidiocese de Hyderabad na Índia. Foi fundada em 12 de junho de 1967 pelo Papa Paulo VI. Com uma população católica de 102.967 habitantes, sendo 1,3% da população total, possui 65 paróquias com dados de 2020.

## História
Em 12 de junho de 1976 o Papa Paulo VI cria a Diocese de Kurnool através do território da Diocese de Nellore.

## Lista de bispos
A seguir uma lista de bispos desde a criação da diocese em 1967.
|                          | Nome                           | Período   | Notas                          |
| Bispos                   | Bispos                         | Bispos    | Bispos                         |
| ------------------------ | ------------------------------ | --------- | ------------------------------ |
| 5º                       | Johannes Gorantla, O.C.D.      | 2024-     | Atual                          |
| 4º                       | Anthony Poola                  | 2008-2020 | Nomeado arcebispo de Hyderabad |
| 3º                       | Johannes Gorantla              | 1993-2007 |                                |
| 2º                       | Mathew Cheriankunnel, P.I.M.E. | 1988-1991 |                                |
| 1º                       | Joseph Rajappa                 | 1967-1988 | Nomeado bispo de Khammam       |
| Bispo coadjutor          |                                |           |                                |
|                          | Mathew Cheriankunnel, P.I.M.E. | 1986-1988 |                                |
| Administrador apostólico |                                |           |                                |
|                          | Abraham Aruliah Somavarapa     | 1991-1993 |                                |